# Florian Stork
Florian Stork (Bünde, 27 aprile 1997) è un ciclista su strada tedesco che corre per il Tudor Pro Cycling Team. Scalatore, è professionista dal 2019.

## Palmares
- 2025 (Tudor Pro Cycling Team, una vittoria)

Trofeo Serra de Tramuntana

## Piazzamenti

### Grandi Giri
- Giro d'Italia

2023: ritirato (8ª tappa)
2024: 74º
2025: 20º

### Classiche monumento
- Milano-Sanremo

2023: 112º
- Liegi-Bastogne-Liegi

2022: 120º
- Giro di Lombardia

2020: 66º
2023: 57º

### Competizioni mondiali
- Campionati del mondo

Innsbruck 2018 - In linea Under-23: 62º

### Competizioni continentali
- Campionati europei

Herning 2017 - Cronometro Under-23: 28º
Herning 2017 - In linea Under-23: 82º